# Michael Garrison
Pour les articles homonymes, voir Garrison.
Michael Garrison (né le 19 décembre 1922 et mort le 17 août 1966) est un scénariste et producteur américain. Il a notamment créé la série Les Mystères de l'Ouest.
Il s'est marié, puis a divorcé, avec Barbara Silverstone.

## Biographie
Garrison a commencé sa carrière en tant qu'acteur. En 1943, à Londres, il fait une apparition dans la pièce There Shall Be No Night de Robert Sherwood. Peu après la guerre, il déménage à Hollywood et participe à plusieurs films de la 20th Century-Fox avant de devenir producteur associé sous la direction de Jerry Wald. Garrison travaille sur quatre films de ce dernier (Peyton Place, Les Feux de l'été, The Sound and the Fury et An Affair to Remember), puis joint les rangs de la Warner Bros., où il produit The Dark at the Top of the Stairs et Crowded Sky.
En 1954, Garrison et Gregory Ratoff achètent les droits cinématographiques de la nouvelle Casino Royale pour 600 USD. Quant à elle, CBS achètent les droits télévisuels et, le 21 octobre de la même année, présente une adaptation avec Barry Nelson dans le rôle de l'agent secret américain « Jimmy Bond » et Peter Lorre jouant le personnage « Le Chiffre ». CBS a également approché Ian Fleming pour créer une télésérie. En 1955, Ratoff et Garrison achètent les droits de la nouvelle « à perpétuité » pour 6 000 USD. Ils proposent à la 20th Century Fox d'en faire un film, mais l'idée n'est pas retenue. Après la mort de Ratoff en 1960, sa veuve et Garrison vendent les droits à Charles K. Feldman pour 75 000 USD. Ce dernier produira la parodie Casino Royale en 1967.
Le 17 août 1966, alors qu'il prépare une fête à sa résidence de Bel Air, Garrison glisse en haut d'un escalier, tombe et se fracture mortellement le crâne. Les événements arrivent au moment de la production de la deuxième saison de la série. Selon Variety, Garrison travaillait également à l'époque sur la préparation de trois émissions de télévision (The Pickle Brothers, Happy Valley et Kelly's Country).
Son mausolée est situé au Forest Lawn - Hollywood Hills Cemetery.

## Les Mystères de l'Ouest
Le premier projet télévisuel de Michael Garrison est Les Mystères de l'Ouest, présenté par CBS comme étant une sorte de « James Bond à cheval ».
Les Mystères de l'Ouest éprouve des difficultés lors de sa première saison. Pas moins de 9 producteurs se succèdent sur la série. CBS tente de renvoyer Garrison, mais ce dernier est rengagé à la fin de la saison.

## Crédit d'auteurs
- (en) Cet article est partiellement ou en totalité issu de l’article de Wikipédia en anglais intitulé « Michael Garrison (producer) » (voir la liste des auteurs).